# Unione Sportiva Grosseto Football Club 2006-2007
Questa pagina raccoglie le informazioni riguardanti l'Unione Sportiva Grosseto Football Club nelle competizioni ufficiali della stagione 2006-2007.

## Stagione
Nella stagione 2006-2007 il Grosseto disputa il girone A del campionato di Serie C1, con 62 punti lo vince salendo per la prima volta nella sua storia in Serie B. Dopo un girone di andata discreto, con 24 punti raccolti, che è stato chiuso a metà classifica, con il tecnico Massimiliano Allegri sostituito alla 10ª giornata, il Grosseto è stato poi protagonista, con alla guida Antonello Cuccureddu, di un girone di ritorno eccellente, nel quale ha raccolto 38 punti, chiudendo la stagione con lo Stadio Zecchini inviolato in campionato, ma soprattutto con un punto in più del Sassuolo. Salendo così direttamente in Serie B, ed evitando le trappole dei Play-off, nelle quali è invece incorso il Sassuolo, che ha perso la semifinale dei Play-off contro il Monza, che a sua volta perde la finale contro il Pisa, promosso con il Grosseto. Il napoletano Giovanni Cipolla con 15 reti è stato il miglior marcatore biancorosso di questa stagione. La festa promozione arriva il 13 maggio a Padova, con la vittoria (0-1) sui biancoscudati. Nella Coppa Italia Nazionale il Grosseto esce nel primo turno eliminato dal Piacenza, che si è imposto con un pirotecnico (3-4). Nella Coppa Italia di Serie C entra in scena negli Ottavi, avendo partecipato a quella nazionale, ma viene eliminato nel doppio confronto dal Teramo.

## Rosa
| N. |                   | Ruolo | Calciatore                  |
| -- | ----------------- | ----- | --------------------------- |
|    | Italia (bandiera) | C     | Alessio Acciai              |
|    | Italia (bandiera) | C     | Enrico Maria Amore          |
|    | Italia (bandiera) | P     | Luca Anania                 |
|    | Italia (bandiera) | D     | Albero Bianchi              |
|    | Italia (bandiera) | D     | Dario Bova                  |
|    | Italia (bandiera) | C     | Salvatore Carboni           |
|    | Italia (bandiera) | C     | Edoardo Catinali            |
|    | Italia (bandiera) | A     | Giovanni Cipolla            |
|    | Italia (bandiera) | C     | Luigi Consonni              |
|    | Italia (bandiera) | A     | Lorenzo Dal Rio             |
|    | Italia (bandiera) | D     | Giovanni Giuseppe Di Meglio |
|    | Italia (bandiera) | C     | Alessandro Farina           |
|    | Italia (bandiera) | D     | Andrea Galeotti             |
|    | Italia (bandiera) | D     | Agostino Garofalo           |
|    | Italia (bandiera) | C     | Andrea Gessa                |

| N. |                      | Ruolo | Calciatore        |
| -- | -------------------- | ----- | ----------------- |
|    | Italia (bandiera)    | C     | Andrea Ghidini    |
|    | Iran (bandiera)      | D     | Alì Lolli         |
|    | Italia (bandiera)    | D     | Carlo Mammarella  |
|    | Italia (bandiera)    | A     | Emiliano Melis    |
|    | Italia (bandiera)    | D     | Andrea Mengoni    |
|    | Italia (bandiera)    | P     | Angelo Pagotto    |
|    | Italia (bandiera)    | P     | Salvatore Pinna   |
|    | Italia (bandiera)    | A     | Salvatore Rizzi   |
|    | Italia (bandiera)    | C     | Giuseppe Russo    |
|    | Italia (bandiera)    | A     | Marco Sansovini   |
|    | Italia (bandiera)    | C     | Manuel Scalise    |
|    | Italia (bandiera)    | A     | Tonino Sorrentino |
|    | Italia (bandiera)    | A     | Francesco Stanco  |
|    | Australia (bandiera) | C     | Carl Valeri       |
|    | Italia (bandiera)    | A     | Francesco Zizzari |

## Risultati

### Campionato

#### Girone di andata
| Arbitro: | Corletto (Castelfranco Veneto) |

|                                 |           |                 |
| G. Russo 30’ Gregori 86’ (aut.) | Marcatori | 81’ Dalla Costa |

| Pisa 10 settembre 2006 2ª giornata | Pisa                 | 0 – 0 | Grosseto | Stadio Arena Garibaldi\| Arbitro: \| Palazzino (Ciampino) \| |
| Arbitro:                           | Palazzino (Ciampino) |       |          |                                                              |

| Arbitro: | Bo (Genova) |

|                         |           |                          |
| Cipolla 43’ Gessa 90+2’ | Marcatori | 34’ Foglio 61’ Bandirali |

| Arbitro: | Lioce (Molfetta) |

|                 |           |                |
| Artico 15’, 59’ | Marcatori | 34’ A. Bianchi |

| Arbitro: | Barletta (Bernalda) |

|           |           |                |
| Motta 42’ | Marcatori | 44’ E.M. Amore |

| Grosseto 8 ottobre 2006 6ª giornata | Grosseto         | 0 – 0 | Lucchese | Stadio Carlo Zecchini\| Arbitro: \| Pinzani (Empoli) \| |
| Arbitro:                            | Pinzani (Empoli) |       |          |                                                         |

| Monza 15 ottobre 2006 7ª giornata | Monza              | 0 – 0 | Grosseto | Stadio Brianteo\| Arbitro: \| Calvarese (Teramo) \| |
| Arbitro:                          | Calvarese (Teramo) |       |          |                                                     |

| Arbitro: | Barbirati (Ferrara) |

|                                |           |                                   |
| Zizzari 27’ Cipolla 69’ (rig.) | Marcatori | 10’ (rig.) Giacobbo 57’ Marchesan |

| Arbitro: | Ferrandini (Sondrio) |

|                                                 |           |            |
| Ciuffetelli 22’ (rig.), 72’ (rig.) M. Vieri 48’ | Marcatori | 58’ Valeri |

| Arbitro: | La Rocca (Ercolano) |

|                      |           |            |
| Cipolla 90+4’ (rig.) | Marcatori | 77’ Pagani |

| Arbitro: | Tasso (La Spezia) |

|                       |           |               |
| Gessa 38’ Cipolla 74’ | Marcatori | 76’ Parmesani |

| Arbitro: | G. Stefanini (Livorno) |

|             |           |             |
| Bonatti 44’ | Marcatori | 41’ Mengoni |

| Arbitro: | C. Russo (Nola) |

|                                |           |             |
| Cipolla 53’ (rig.), 86’ (rig.) | Marcatori | 30’ Dal Rio |

| Arbitro: | Zonno (Bari) |

|             |           |  |
| M. Moro 76’ | Marcatori |  |

| Arbitro: | Del Giovane (Albano Laziale) |

|                            |           |  |
| E.M. Amore 21’ Cipolla 35’ | Marcatori |  |

| Arbitro: | Gallione (Alessandria) |

|                |           |              |
| Carparelli 82’ | Marcatori | 45’ G. Russo |

| Arbitro: | Meli (Parma) |

|                                 |           |            |
| E.M. Amore 35’, 66’ Zizzari 87’ | Marcatori | 9’ Tarallo |

#### Girone di ritorno
| Arbitro: | Valeri (Roma) |

|  |           |                |
|  | Marcatori | 78’ A. Bianchi |

| Arbitro: | Tommasi (Bassano del Grappa) |

|                                |           |  |
| Zizzari 35’ Cipolla 47’ (rig.) | Marcatori |  |

| Arbitro: | Forconi (Aprilia) |

|  |           |                   |
|  | Marcatori | 90’ T. Sorrentino |

| Arbitro: | Lioce (Molfetta) |

|                             |           |  |
| Consonni 16’ E.M. Amore 59’ | Marcatori |  |

| Arbitro: | Didato (Agrigento) |

|                                       |           |  |
| Cipolla 36’ Dal Rio 56’ Zizzari 90+2’ | Marcatori |  |

| Arbitro: | Tommasi (Bassano del Grappa) |

|                      |           |                              |
| Micco 42’ Correa 68’ | Marcatori | 55’ Dal Rio 90+4’ E.M. Amore |

| Arbitro: | Baratta (Salerno) |

|             |           |               |
| Zizzari 61’ | Marcatori | 24’ Bertolini |

| Cittadella 4 marzo 2007 25ª giornata | Cittadella    | 0 – 0 | Grosseto | Stadio Piercesare Tombolato\| Arbitro: \| Valeri (Roma) \| |
| Arbitro:                             | Valeri (Roma) |       |          |                                                            |

| Arbitro: | Passeri (Gubbio) |

|             |           |  |
| Zizzari 73’ | Marcatori |  |

| Arbitro: | Calvarese (Teramo) |

|                             |           |             |
| Anselmi 14’ Franchini 90+3’ | Marcatori | 45+1’ Gessa |

| Arbitro: | Barbirati (Ferrara) |

|                                 |           |                                                  |
| Deinite 51’ Chomakov 60’ (rig.) | Marcatori | 17’ Cipolla 38’ (aut.) Porrini 52’ T. Sorrentino |

| Arbitro: | Mannella (Avezzano) |

|              |           |  |
| Consonni 71’ | Marcatori |  |

| Arbitro: | Barletta (Bernalda) |

|           |           |                        |
| Porro 23’ | Marcatori | 16’, 69’ T. Sorrentino |

| Grosseto 22 aprile 2007 31ª giornata | Grosseto             | 0 – 0 | Venezia | Stadio Carlo Zecchini\| Arbitro: \| Cavarretta (Trapani) \| |
| Arbitro:                             | Cavarretta (Trapani) |       |         |                                                             |

| Arbitro: | C. Russo (Nola) |

|             |           |              |
| Bertani 61’ | Marcatori | 20’ Consonni |

| Arbitro: | Mannella (Avezzano) |

|                                       |           |  |
| Cipolla 48’ (rig.), 67’ Zizzari 90+1’ | Marcatori |  |

| Arbitro: | Scoditti (Bologna) |

|  |           |            |
|  | Marcatori | 29’ Valeri |

### Coppa Italia
| Arbitro: | Tagliavento (Terni) |

|                                     |           |                                                     |
| Cipolla 56’ (rig.), 72’ (rig.), 76’ | Marcatori | 40’ (rig.), 65’ (rig.) Cacia 78’ Patrascu 88’ Simon |

#### Ottavi di Finale
| Teramo 17 gennaio 2007 Andata | Teramo                     | 0 – 0 | Grosseto | Stadio di Teramo\| Arbitro: \| La Mura (Nocera Inferiore) \| |
| Arbitro:                      | La Mura (Nocera Inferiore) |       |          |                                                              |

| Arbitro: | Cavarretta (Trapani) |

|  |           |               |
|  | Marcatori | 80’ Margarita |